# استان سیونیک
سیونیک (ارمنی: Սյունիք , Armenian pronunciation: [sjuˈnikʰ] ()) (تلفظ: سی‌یوونیک) استانی از کشور جمهوری ارمنستان است با مرکزیت شهر کاپان که هم‌مرز با ایران است، این استان علاوه بر ایران با جمهوری آذربایجان و جمهوری خودمختار نخجوان نیز هم‌مرز است.
سرکنسولگری ایران در کاپان تنها کنسولگری در استان سیونیک است.

## مغری
شهر مرزی استان سیونیک با ایران شهر مغری است. این شهر گرم‌ترین نقطهٔ ارمنستان است و آب و هوایی خشک دارد؛ ولی آب رود مغری باعث سرسبزی شهر و مناطق پیرامونش شده است.
برروی تپه‌ای در شمال شرقی شهر دژی قرار دارد به‌نام دژ مغری‌برد که در سدهٔ ۱۰ میلادی ساخته شده و در اوایل سدهٔ ۱۸ بدست داویت بک بازسازی شد. این دژ تنها دژ در ارمنستان است که برای کاربرد تفنگ و اسلحهٔ گرم طراحی شده است.
داویت بک فرماندهٔ نیروهای آزادی‌بخش سیونیک ارمنی بود که با امپراتوری عثمانی می‌جنگیدند. در این‌جا در سال ۱۷۲۷ میلادی ۴۰۰ تن از افراد داویت بک توانستند ۵ روز تمام در برابر نیروی عثمانی که شمارشان چندین برابر بود و از غرب آمده بودند ایستادگی نمایند تا این‌که نیروی کمکی رسید.
در مغری و پیرامونش کلیساهای تاریخی و خانه‌های قدیمی نیز وجود دارد. فعالیت اصلی صنعتی این منطقه وجود کارخانهٔ مس و مولیبدن زانگزور و کارخانهٔ مس و مولیبدن آگاراک است.

## زانگزور
کوهستان زانگزور نام رشته‌کوهی در این استان و نام کهن آن منطقه نیز است.
- متس ایشخاناسار - ۳۵۵۲ متر - فلات قره‌باغ
- خوستوپ - ۳٬۲۰۱ متر -
- کوه کاپودچوغ - ۳٬۹۰۵ متر - در مرز مشترک با جمهوری خودمختار نخجوان
- رود واچاگان
- رودخانه وروتان

## تقسیمات استانی
استان سیونیک شامل موارد زیر است ۱۰۹ جوامع (hamaynkner), of which 7 are considered urban و ۱۰۲ ناحیه روستایی.

### شهرک‌ها یا جوامع شهری
| تصویر | شهر (شهرک) | استان  | بنیانگذاری                          | مساحت (کیلومترمربع) | جمعیت (سرشماری ۲۰۱۱) |
| ----- | ---------- | ------ | ----------------------------------- | ------------------- | -------------------- |
|       | آگاراک     | سیونیک | ۱۹۴۹                                | ۲٫۵                 | ۴٬۴۲۹                |
|       | داستاکرت   | سیونیک | سده ۱۲ام (نخستین اشاره)             | ۰٫۵                 | ۳۲۳                  |
|       | گوریس      | سیونیک | ۱۸۷۰                                | ۸                   | ۲۰٬۵۹۱               |
|       | کاجاران    | سیونیک | ۱۹۵۸                                | ۲٫۸                 | ۷٬۱۶۳                |
|       | کاپان      | سیونیک | سده ۱۰ام میلادی                     | ۳۶                  | ۴۳٬۱۹۰               |
|       | مغری       | سیونیک | سده ۱۷ام میلادی                     | ۳                   | ۴٬۵۸۰                |
|       | سیسیان     | سیونیک | سده ۸ام پیش از میلاد (نخستین اشاره) | ۹                   | ۱۴٬۸۹۴               |

### روستاها یا جوامع روستایی
| - آچانان - آگاراک - آغیتو - آغوانی - آخلاتیان - آکنر - آلوانک - آنگغاکوت - آنتاراشات - آراجادزور - آراووس - آرویس - آرتسوانیک - آشوتاوان - بالاک - باردزراوان - بنونیس - برناکوت - چاکاتن - چاپنی - دارباس - داویت بک - جوراستان - گغانوش - گغی - گورایک - گتاتاغ - گودمنیس - هالیدزور - هارژیس - هارتاشن - هاتساوان - ایشخاناسار - کاغنوت | - کاجاران - کاراهونج - کاراشن - کارچوان - کاشونی - خدرانتس - خناتساخ - خندزورسک - خوت - خوزناوار - کورنیدزور - کوریس - لهواز - لرنادزور - لیچک - لور - لتسن - موتسک - نرکین هاند - نرکین خندزورسک - نرکین خوتانان - نور آستغابرد - نوراشنیک - نوراوان - نرنادزور - نژده - اوختار - سالوارد - سارناکونک - سواکار - شاغات - شاکی - شناتاغ - شیکاهوغ | - شینوهایر - شورنوخ - شرونانتز - شوانیدزور - اسپانداریان - سراشن - سوارانتس - سیونیک - تاناهات - تاندزاتاپ - تاندزاور - واشتون - تاسیک - تاتو - تاوروس - تغ - تولورس - تورونیک - تساو - تسغوک - اویتس - اوژانیس - واغاتین - واغاتور - واهراوار - وانک - واردانیدزر - وارداوانک - ورین خوتانان - وریشن - وروتان - وروتان - یغگ - یغوارد |

#### روستاهای بدون جوامع
| - آجاباج متعلق به ناحیه نور آستغابرد. - آیگدزورمتعلق به ناحیه واردانیدزر - بارگوشات متعلق به ناحیه سیونیک - دیتسمایری متعلق به ناحیه سیونیک - گتیشن متعلق به ناحیه نور آستغابرد - گوماران متعلق به ناحیه گغانوش - کاتنارات متعلق به ناحیه لرنادزور - کاوچوت متعلق به ناحیه لرنادزور | - خوردزور متعلق به ناحیه سیونیک - موسالام متعلق به ناحیه لرنادزور - پخروت متعلق به ناحیه لرنادزور - شامب متعلق به ناحیه دارباس - شیشکرت متعلق به ناحیه تساو - سزناک متعلق به ناحیه سیونیک - تخکوت متعلق به ناحیه واردانیدزر - تسغونی متعلق به ناحیه نژده |

#### روستاهای پیشین
- آغبولاغ متعلق به ناحیه شورنوخ
- دزوراک متعلق به ناحیه شورنوخ
- گغاوانک متعلق به ناحیه گغی
- کارد متعلق به ناحیه گغی
- کاروت متعلق به ناحیه گغی
- کیتسک متعلق به ناحیه گغی
- نرکین گیراتاغ متعلق به ناحیه لرنادزور
- واناند متعلق به ناحیه شورنوخ
- ورین گیراتاق لرنادزور
- ورین گقاوانک متعلق به ناحیه گغی
- وچتی متعلق به ناحیه نور آستغابرد

## استانداران
- هونان بوغوسیان[۱]

## اماکن گردشگری، مذهبی و تاریخی
سازه‌های تاریخی، گردشگری و مذهبی این استان عبارتنداز:
- استادیوم گاندزاسار
- تاتوی آناپات
- دژ هالیدزور
- زوراتس کارر
- صومعه تاتو
- پارک ملی آرئویک
- پارک ملی دریاچه آرپی
- بغنو-نوراوانک
- آبشار شکی
- وروتناوانک
- بال‌های تاتو

سیونیک
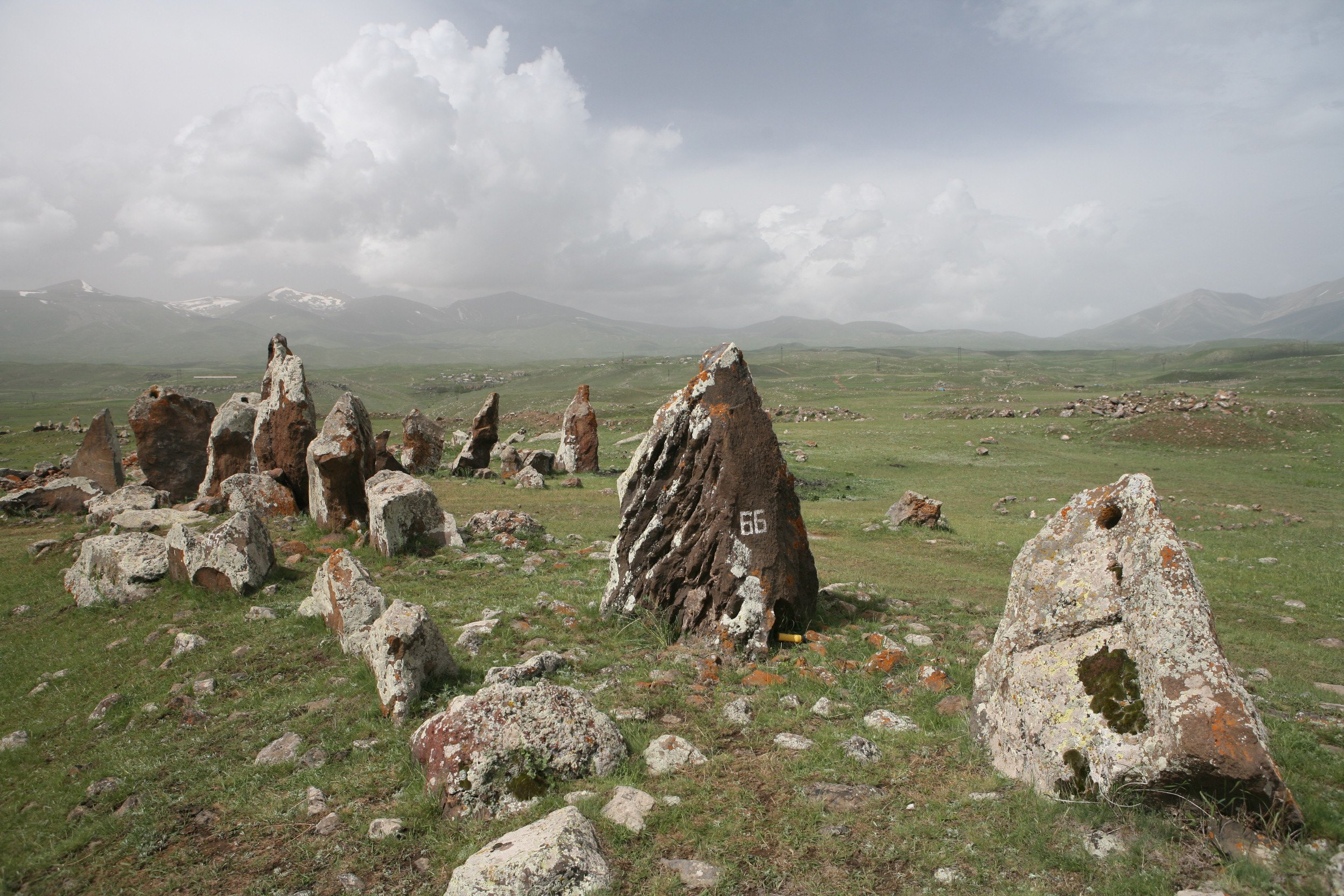
زوراتس کارر (Karahunj Observatory) archaeological site near Sisian, 7000 years old
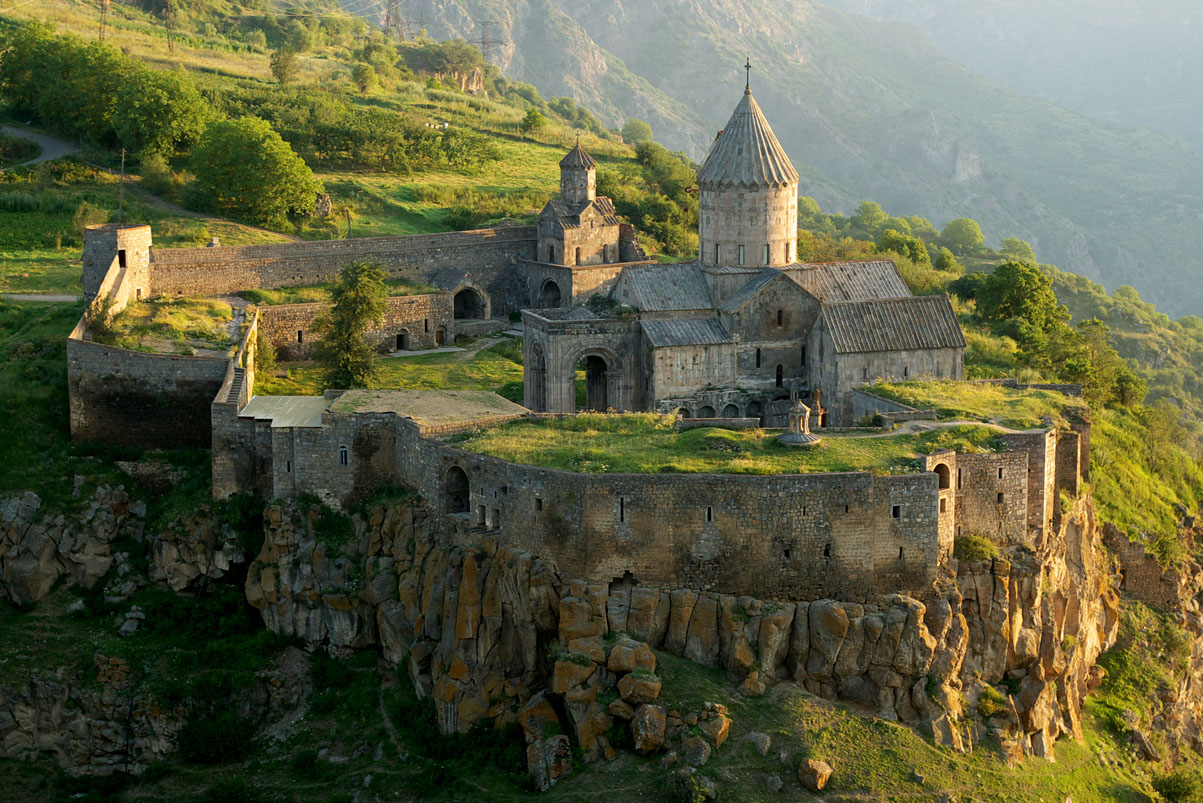
صومعه تاتو،  سده هشتم میلادی
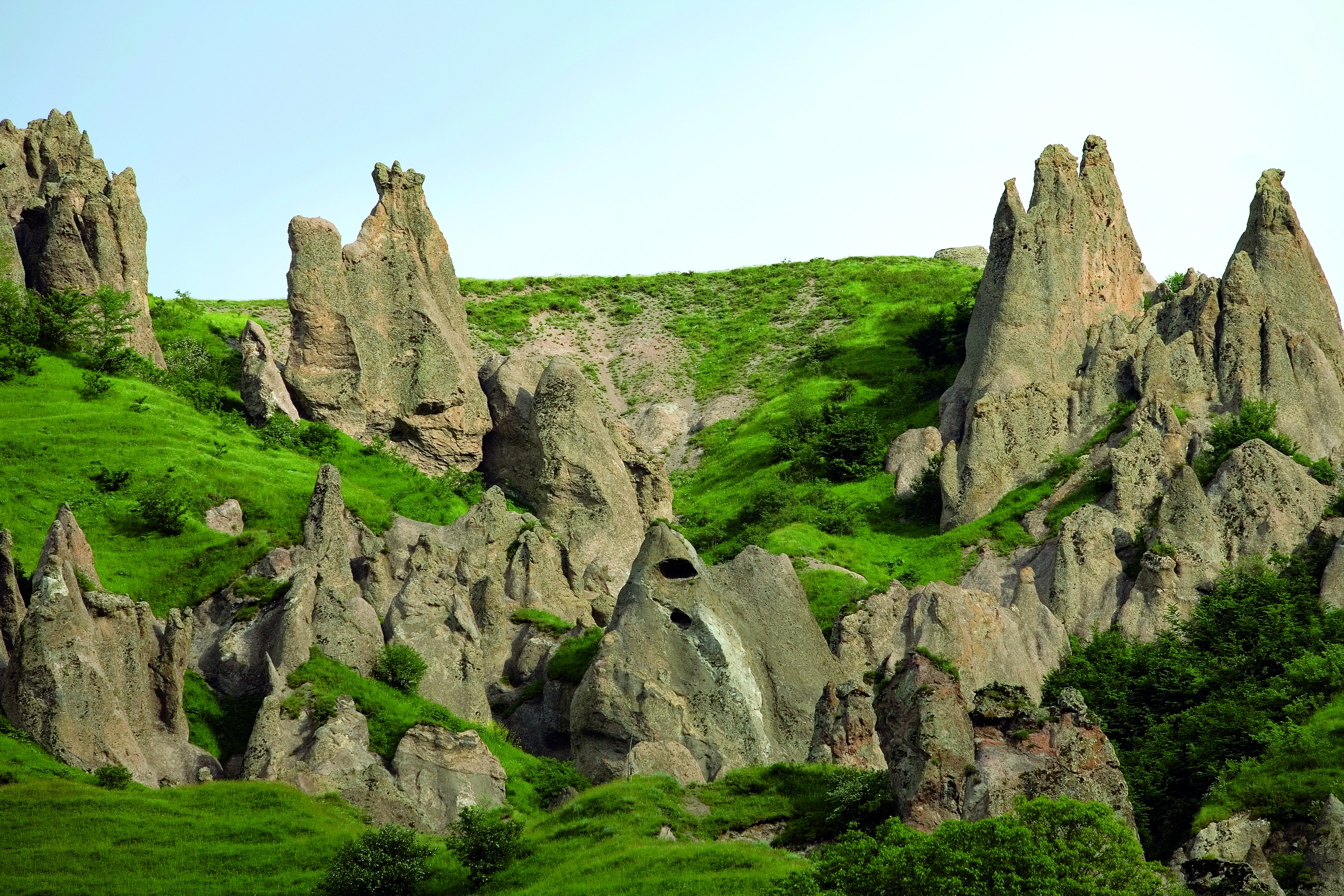
"هرم‌های سنگی" گوریس
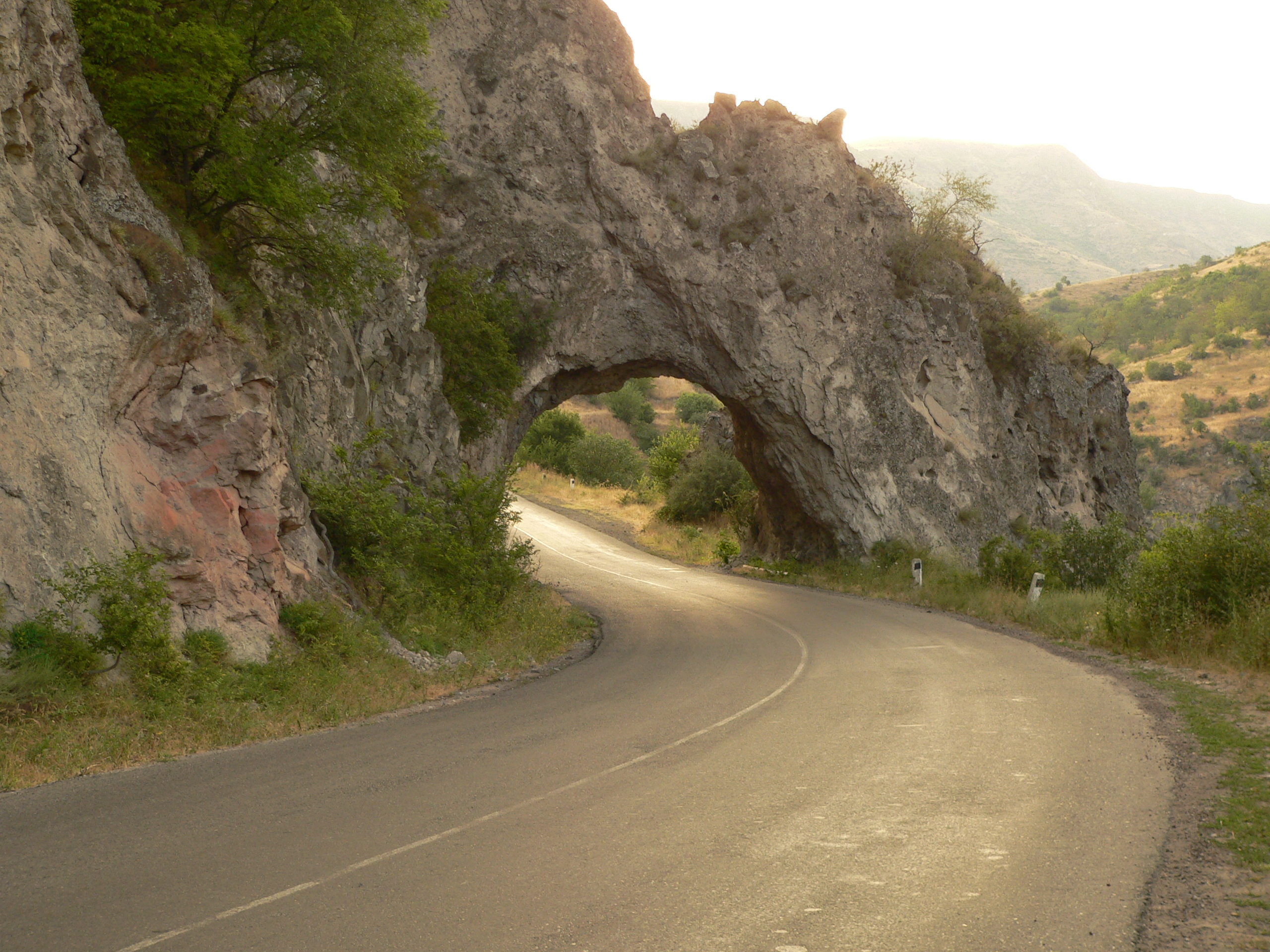
جاده گوریس-کاپان
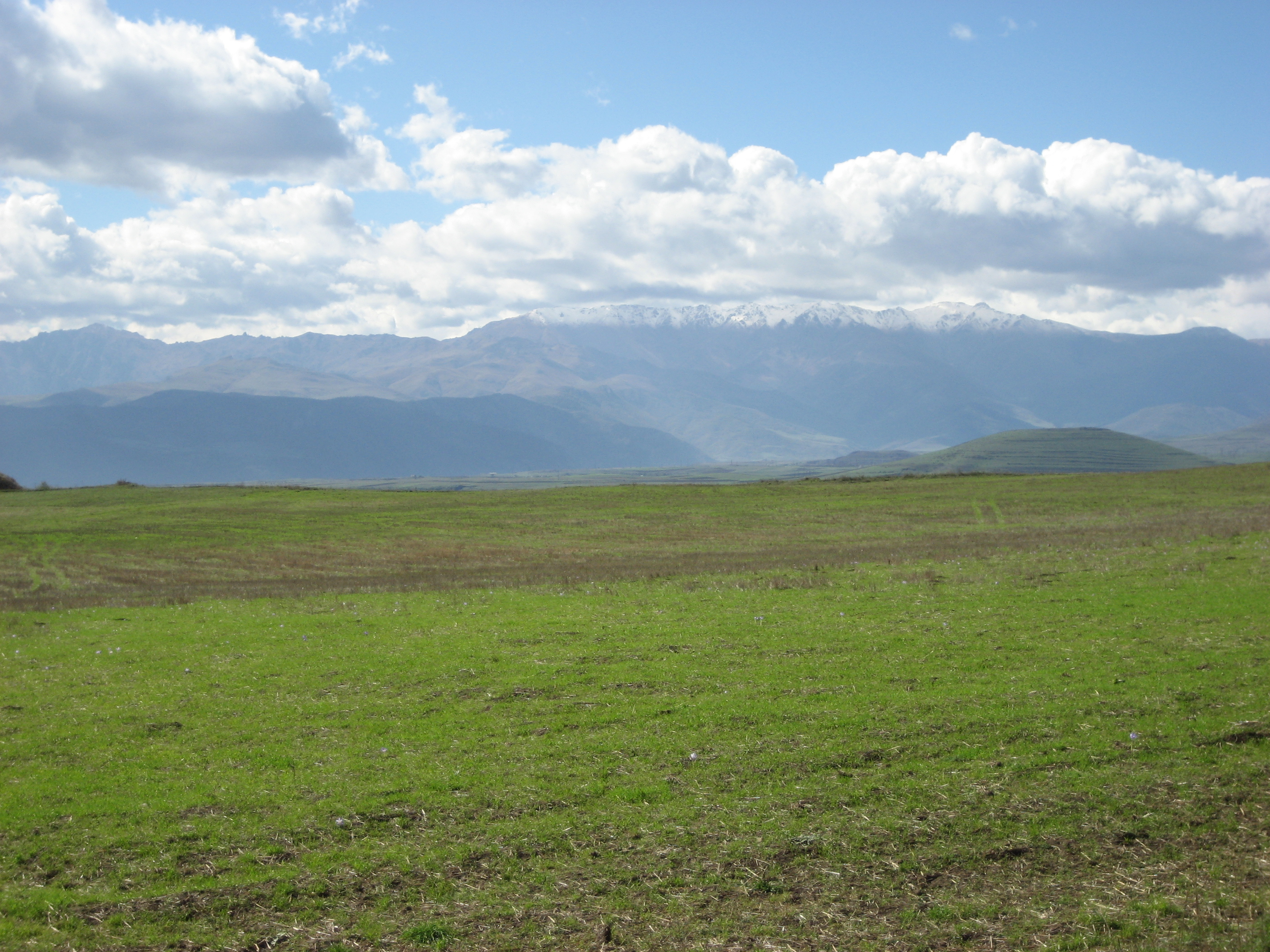
کوهستان زنگه‌زور
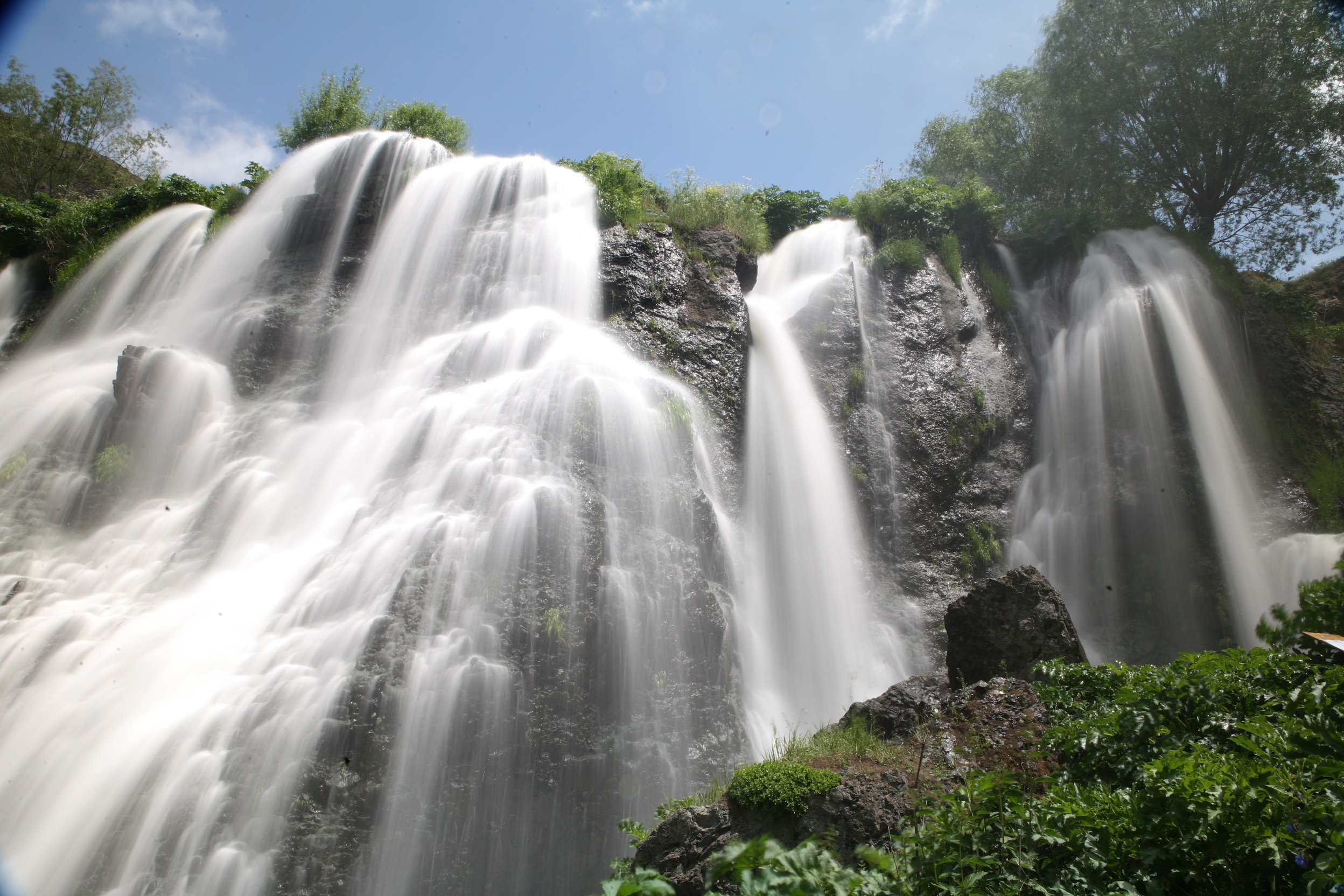
آبشار شکی